# Бистрији или тупљи човек бива кад...
Бистрији или тупљи човек бива кад... је једини самостални студијски албум групе Шарло акробата. Иако га је критика похвалила, албум није постигао комерцијални успех. Ипак, у наредним деценијама овај албум је стекао култни статус и сматра се једном од „најважнијих карика у целокупном опусу ЈУ рока“. Музика са овог албума утицала је на многе уметнике 1990их и 2000их, као што су Рамбо Амадеус и Јарболи.

## Албум
Ране 1981. Шарло Акробата је постао довољно популаран да би их ПГП РТБ позвао да направе самосталан албум. У априлу 1981. Шарло је снимио материјал који ће добити име Бистрији или глупљи човек бива кад.... Он је толико збунио уреднике ПГПа да су га одмах продали Југотону.
До тада је Шарло креирао музику засновану на панку и регеу, док су са овим издањем значајно иновирали свој приступ.
Што се тиче музичких задатака, Милан је писао основне мелодије, Која је у деоницама за бас-гитару мешао музику Хендрикса са панком, док је Вд усклађивао ове екстреме. Разлике су видљиве чак и у текстовима; Којини су минималистички, слични бесним графитима, док су Миланови поетски и слојевити. Спајање различитих жанрова и енергија је у контексту овог албума одлично функционисало. На снимању су са бендом сарађивали: Јуриј Новоселић, Дејан Костић и Гаги Михајловић.
Албум је добио име по тексту из „Народног учитеља“ Васе Пелагића. Реченице из исте књиге су коришћене у песми „Пазите на децу I“.
Грамофонска плоча се појавила на тржишту у лето 1981. У избору за 100 најбољих југословенских поп и рок албума из 1998, овај албум је заузео 11. место.

## Списак песама на албуму
Комплетни аутори нумера су чланови групе Шарло Акробата.
| #  | Песма               | Трајање |
| -- | ------------------- | ------- |
| 1  | Шарло је нежан      | 0:55    |
| 2  | Пазите на децу (I)  | 3:34    |
| 3  | Феномен             | 1:50    |
| 4  | Сад се јасно види   | 1:36    |
| 5  | Рано изјутра        | 3:10    |
| 6  | Љубавна прича       | 7:11    |
| 7  | Само понекад        | 2:19    |
| 8  | Човек               | 2:43    |
| 9  | Бес                 | 1:20    |
| 10 | O, O, O...          | 2:59    |
| 11 | Проблем             | 4:31    |
| 12 | Ја желим јако       | 1:47    |
| 13 | Пазите на децу (II) | 3:53    |

## Извођачи
- Милан Младеновић - гитара, вокали
- Душан Којић - бас-гитара, вокали
- Ивица Вдовић - бубњеви, вокали